# Agabus biguttatus

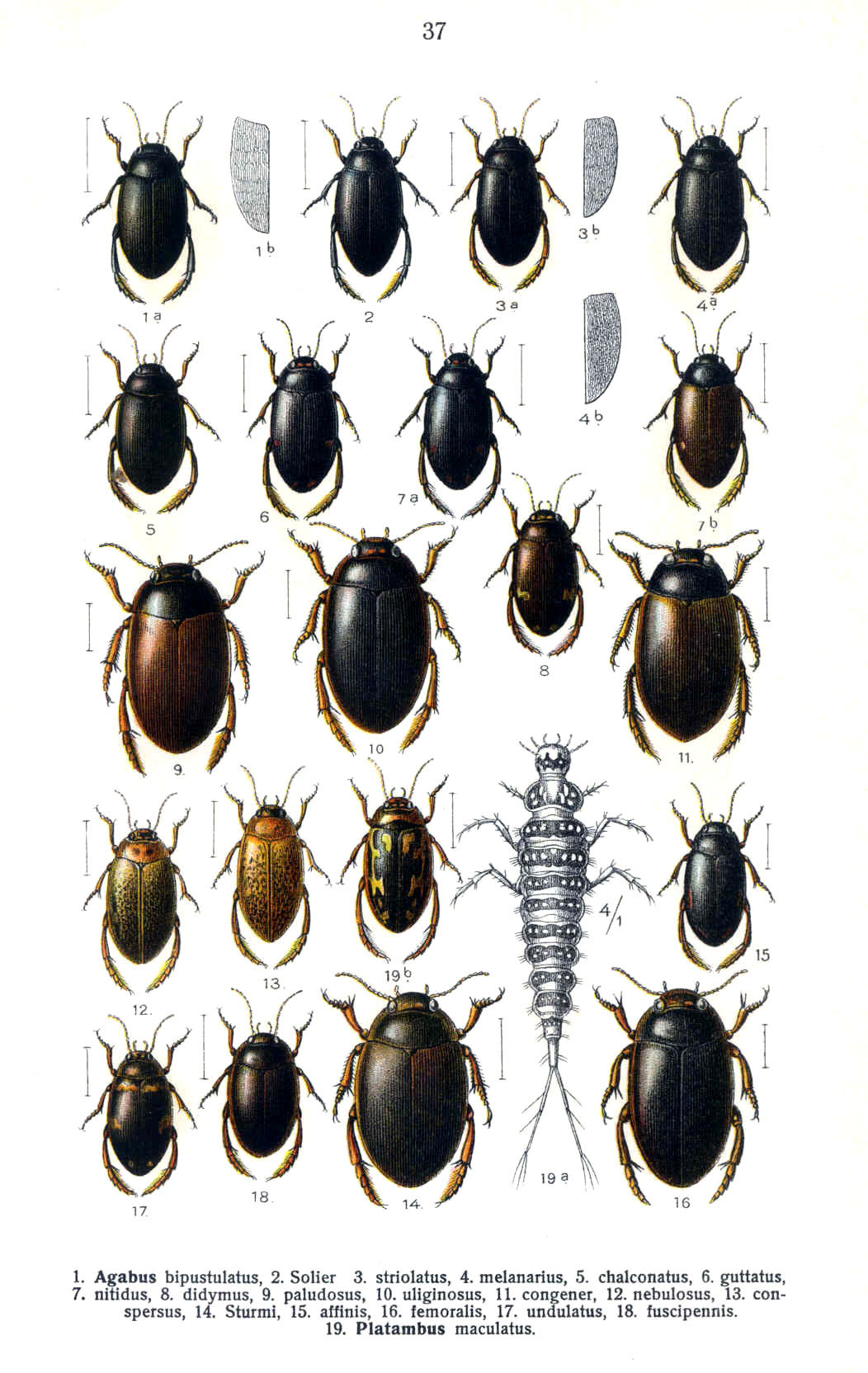
Nome preferido: Agabus biguttatus
Autoridade: (Olivier)

Agabus biguttatus é uma espécie de insetos coleópteros pertencente à família Dytiscidae.
A autoridade científica da espécie é Olivier, tendo sido descrita no ano de 1795.
Trata-se de uma espécie presente no território português.